# راسيل هاميلتون
راسيل هاميلتون (بالإنجليزية: Russell Hamilton)‏ هو منتج أسطوانات ومغن مؤلف وملحن ورائد أعمال أمريكي، ولد في 8 أغسطس 1969 في كليفلاند في الولايات المتحدة.